# The Go-Go's
The Go-Go's je američki novovalni sastav, osnovan u Los Angelesu, Kalifornija 1978. godine. The Go-Go's proslavili su se početkom '80-ih.
Njihov debitantski album iz 1981. godine, Beauty and the Beat, smatra se jednim od "udruživačkih albuma američkog novog vala" (AllMusic), što je osiguralo proboj novim američkim sastavima. U vrijeme objave albuma, popeo se na na prvo mjesto Billboard 200 ljestvice, na kojem je mjestu ostao čak šest uzastopnih tjedana. Album je prodao više od 2 milijuna primjeraka te je postao dvostruki platinum, što ga čini jednim od najuspješnijih debitantskih albuma. The Go-Go's prodali su više od 7 milijuna primjeraka albuma diljem svijeta.
The Go-Go's su se raspali već 1985. godine, no ujedinili su se par puta kroz '90-te i kasnije, kako bi snimili nove materijale te pošli na turneje. Iako im je turneja 2016. godine navodno bila konačna, sastav je još uvijek zajedno nastupa.
Head Over Heels, novi mjuzikl koji sadrži pjesme Go-Go'sa, prikazivao se na Broadwayju, u Hudsonovom kazalištu od 26. srpnja 2018. do 6. siječnja 2019. godine.

## Članovi sastava
- Belinda Carlisle – glavni vokali
- Jane Wiedlin – ritam gitara,prateći vokali
- Charlotte Caffey – gitara, klavijature, prateći vokali
- Kathy Valentine – bas-gitara, prateći vokali
- Gina Schock – bubnjevi, udaraljke

## Diskografija
Studijski albumi
- Beauty and the Beat (1981.)
- Vacation (1982.)
- Talk Show (1984.)
- God Bless the Go-Go's (2001.)